# ヒエロニムス・ホルツシューアーの肖像
『ヒエロニムス・ホルツシューアーの肖像』（ヒエロニムス・ホルツシューアーのしょうぞう、独: Bildnis Hieronymus Holzschuher、英: Portrait of Hieronymus Holzschuher）は、ドイツのルネサンス期の巨匠アルブレヒト・デューラーによる、1526年の板上の油彩画である。現在は、ドイツのベルリンにある絵画館に収蔵されている。署名は左上隅にあり、「HIERONIMVS HOLTZSCHVER ANNO DO [MI] NI 1526 ETATIS SVE57」と記されている。
デューラーは、1524年から1526年にかけて、フリードリヒ3世 (神聖ローマ皇帝)、ヴィリバルト・ピルクハイマー、エラスムスといった彼にゆかりのある人物たちの姿を銅版画に留めているが、油彩画でも彼と親しかった人物たちを描いている。そのうちの1点である本作は、デューラーが『ヨハン・クレーベルガーの肖像』(美術史美術館、ウィーン) と『ヤコプ・ムッフェルの肖像』(ベルリン絵画館) を描いたのと同じ年にニュルンベルクで制作された。ホルツシューアー (1469-1529年) は地元ニュルンベルクの貴族で、市参事会員であり、市長も務めた人物である。
作品は、やはりニュルンベルクの市長を務めた『ヤコプ・ムッフェルの肖像』と同じ大きさであるため、公式の祝賀会用に依頼され、市役所に展示された可能性があると推測されている。緻密な描写の見事さとともに深い人間性の把握を示す、デューラー最晩年の肖像画の一つである。デューラーとともに生き、ともにこの世から去っていこうとする人物を、画家は尊厳の中に描き出している。

## 同年のデューラーの肖像画

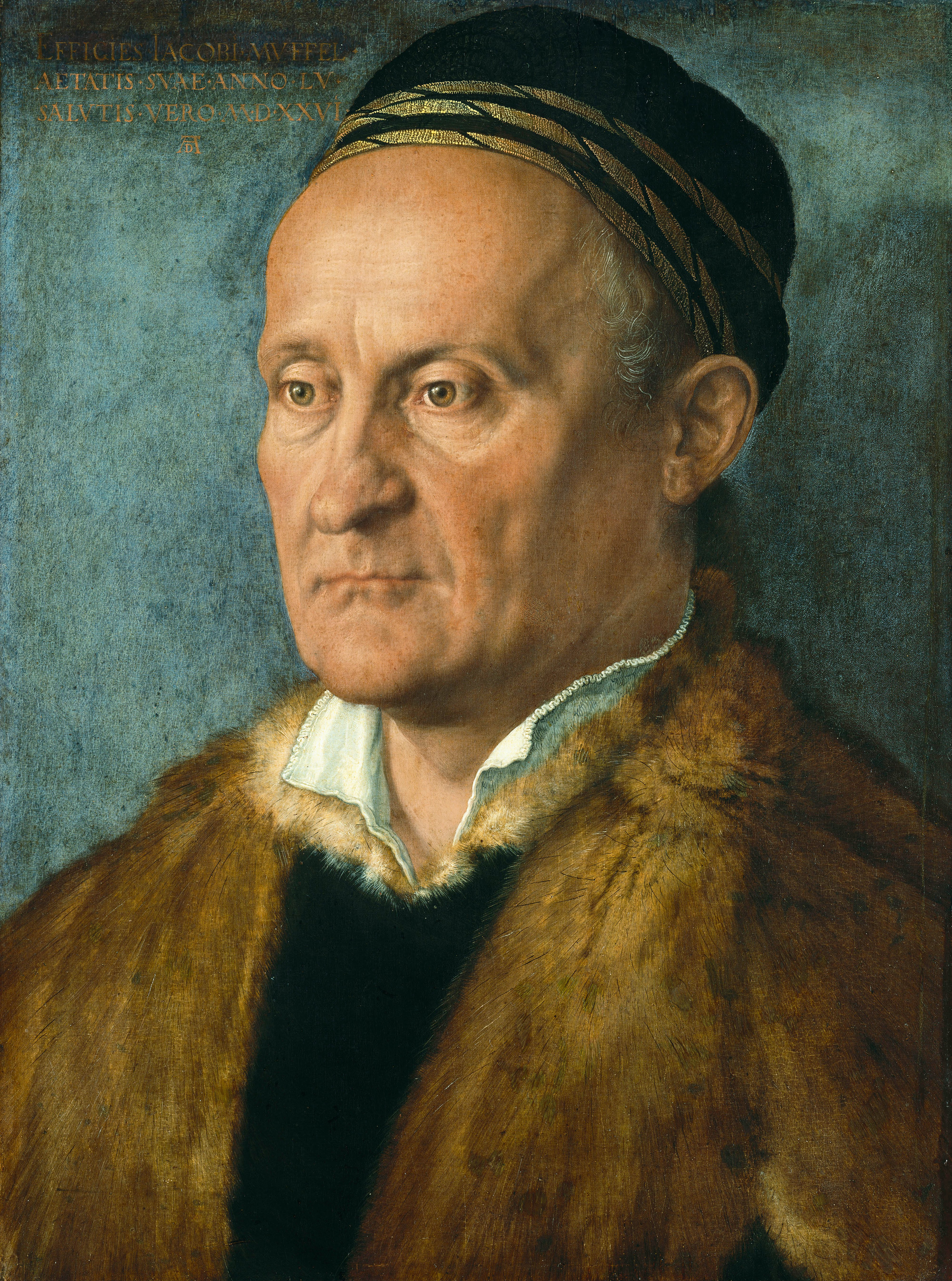
『ヤコプ・ムッフェルの肖像』 (1526年) 絵画館 (ベルリン)
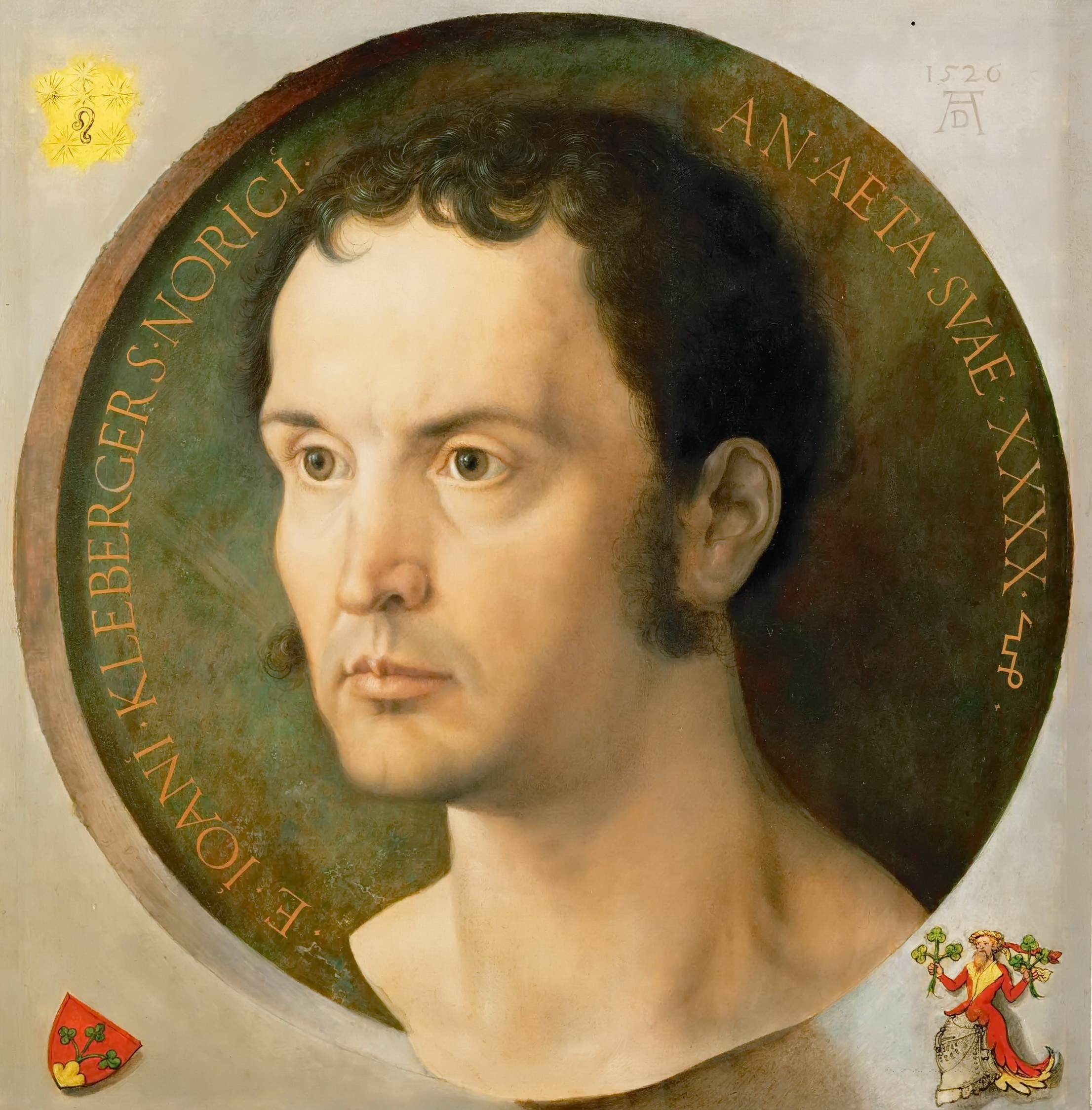
『ヨハン・クレーベルガーの肖像』 (1526年) 美術史美術館 (ウィーン)